# Ficedula
Ficedula is een geslacht van vliegenvangers (Muscicapidae). 

## Kenmerken
Het zijn kleine, tenger gebouwde vogels met een rond kopje. Vaak vertonen ze seksuele dimorfie, de mannetjes zijn contrastrijk en kleurig, de vrouwtje hebben een onopvallend, dof bruin of grijs verenkleed. 

## Verspreiding en leefgebied
Ficedula-soorten komen voor in Europa, Azië en Afrika. Verschillende soorten zijn uitgesproken trekvogels, sommige zijn standvogels.

## Taxonomie
Ficedula is waarschijnlijk een vergaarbak waaruit nog nieuwe geslachten zullen worden afgesplitst. Uit moleculair-genetisch onderzoek blijkt onder andere dat Tarsiger-soorten (blauwstaarten) nauwe verwantschap hebben met Ficedula-soorten. Dit is opvallend, omdat traditioneel Tarsiger tot de onderfamilie van de "kleine lijsterachtigen" werd gerekend.
Het geslacht telt 35 soorten.

## Soorten
| - Ficedula albicilla – Taigavliegenvanger - Ficedula albicollis – Withalsvliegenvanger - Ficedula basilanica – Basilanvliegenvanger - Ficedula bonthaina – Bonthainvliegenvanger - Ficedula buruensis – Molukse vliegenvanger - Ficedula crypta – Vauries vliegenvanger - Ficedula disposita – Luzonvliegenvanger - Ficedula dumetoria – Oranjeborstvliegenvanger - Ficedula elisae – Groenrugvliegenvanger - Ficedula erithacus – Hodgsons vliegenvanger - Ficedula harterti – Harterts vliegenvanger - Ficedula henrici – Damarvliegenvanger - Ficedula hodgsoni – Dwergvliegenvanger - Ficedula hyperythra – Witbrauwvliegenvanger - Ficedula hypoleuca – Bonte vliegenvanger - Ficedula luzoniensis – Bundokvliegenvanger - Ficedula mugimaki – Mugimakivliegenvanger - Ficedula narcissina – Geelbrauwvliegenvanger | - Ficedula nigrorufa – Zwart-rode vliegenvanger - Ficedula owstoni – Ryukyuvliegenvanger - Ficedula parva – Kleine vliegenvanger - Ficedula platenae – Palawanvliegenvanger - Ficedula riedeli – Yamdenavliegenvanger - Ficedula ruficauda – Roodstaartvliegenvanger - Ficedula rufigula – Roodkeelvliegenvanger - Ficedula sapphira – Saffiervliegenvanger - Ficedula semitorquata – Balkanvliegenvanger - Ficedula speculigera – Atlasvliegenvanger - Ficedula strophiata – Roestvlekvliegenvanger - Ficedula subrubra – Kashmirvliegenvanger - Ficedula superciliaris – Witkeelvliegenvanger - Ficedula timorensis – Timorvliegenvanger - Ficedula tricolor – Leiblauwe vliegenvanger - Ficedula westermanni – Ekstervliegenvanger - Ficedula zanthopygia – Driekleurenvliegenvanger |